# (734) Benda
(734) Benda – planetoida z grupy pasa głównego asteroid okrążająca Słońce w ciągu 5 lat i 216 dni w średniej odległości 3,15 au. Została odkryta 11 października 1912 roku w Obserwatorium Uniwersyteckim w Wiedniu przez Johanna Palisę. Nazwa planetoidy pochodzi od panieńskiego nazwiska drugiej żony odkrywcy – Anny Bendy. We wcześniejszych wydaniach słownika Dictionary of Minor Planet Names błędnie przypisywano pochodzenie nazwy Karelowi Bendlowi (1838–1897), czeskiemu kompozytorowi. Przed nadaniem nazwy planetoida nosiła oznaczenie tymczasowe (734) 1912 PH.